# Guerre russo-suédoise de 1741-1743
Pour les articles homonymes, voir Guerre russo-suédoise.

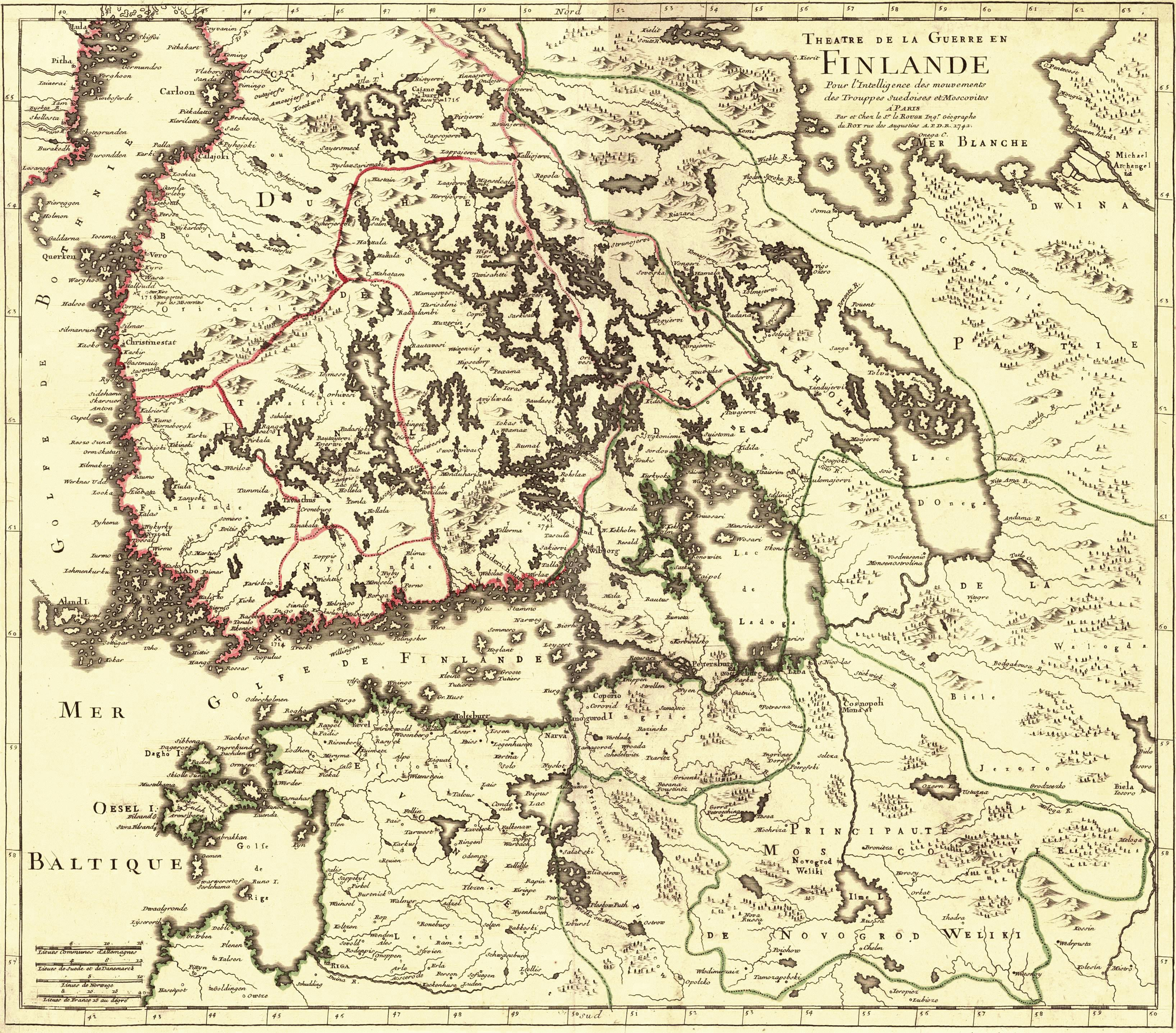
Théâtre de la Guerre en Finlande. Pour l’Intelligence des mouvements des troupes suédoises et moscovites. Georges-Louis Le Rouge, Paris, 1742.

La guerre russo-suédoise de 1741-1743 est connue en Suède sous le nom de Guerre des Chapeaux et en Finlande sous celui de Petite Rage. Brève mais assez intense sur le plan des combats et des souffrances de la population civile, elle marque un nouvel affaiblissement de la Suède face à sa rivale en Europe du Nord, la Russie.

## Origines
La vie politique suédoise suivant la défaite sans appel dans la Grande Guerre du Nord et l'humiliant traité de Nystad voit émerger une faction politique très favorable à la revanche. Ce Parti des Chapeaux est également manipulé par la diplomatie française, qui cherche un moyen d'occuper la Russie pour l'empêcher de porter assistance à son alliée historique l'Autriche dans le cadre de la guerre de Succession d'Autriche. Tout cela conduit la Suède à se préparer activement à la guerre pendant que la diplomatie française élabore les conditions d'un changement de gouvernement en Russie.

## Déroulement

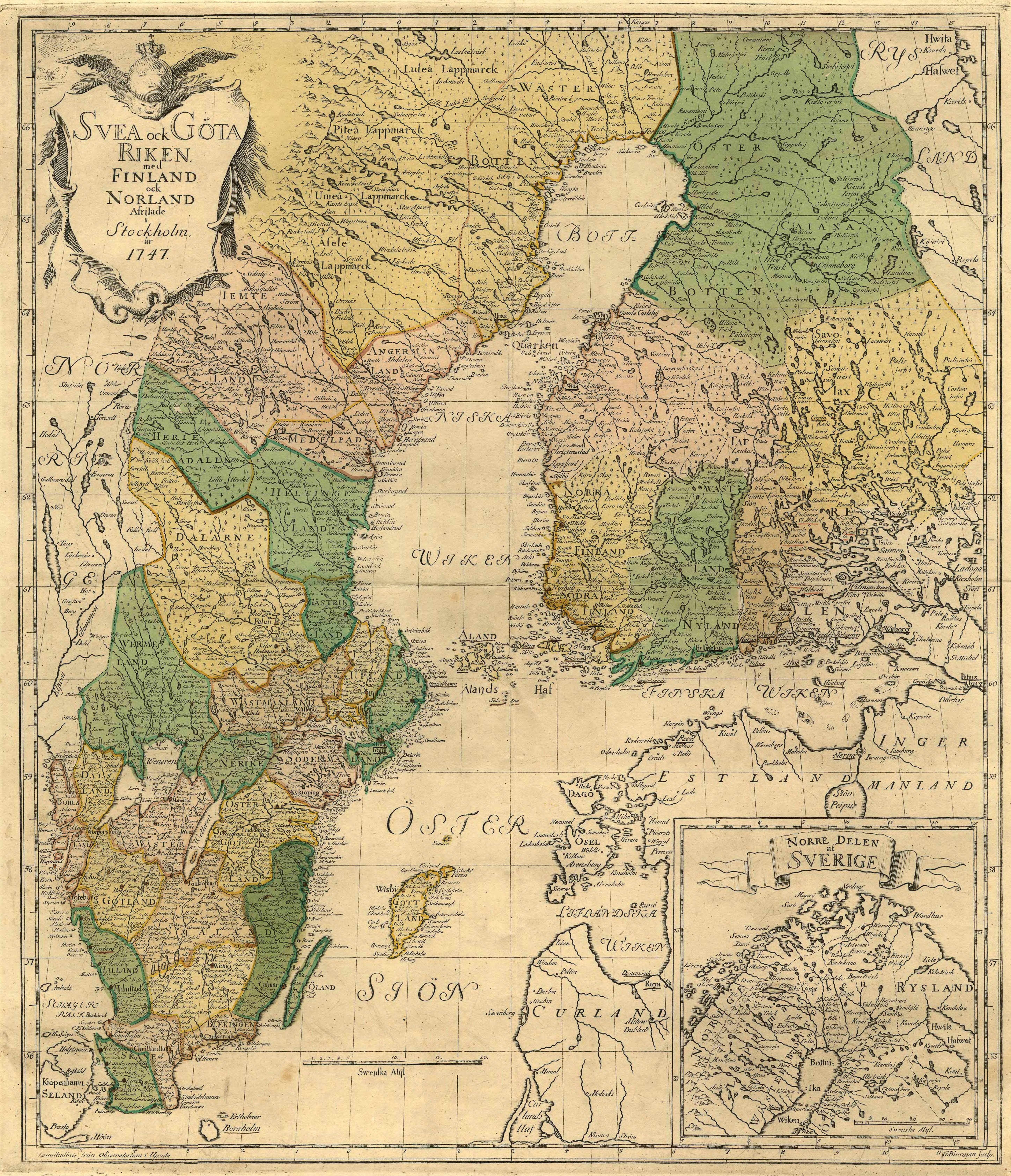
Carte de la Suède en 1747

La Suède-Finlande avait conçu ce conflit comme une guerre éclair. Huit mille soldats sont massés à la frontière, dans les villes de garnison de Villmanstrand (aujourd'hui: Lappeenranta) et de Fredriskhamn (aujourd'hui: Hamina). Le 4 août 1741, la Suède déclare la guerre à la Russie.
L'objectif de cette intervention militaire était de menacer la capitale impériale Saint-Pétersbourg pour établir les conditions favorables à un coup d'État, conçu par les diplomates suédois et français, afin de renverser le régime pro-autrichien de la régente Anna Leopoldovna. Le coup d'État a finalement lieu en décembre, mais contrairement aux espoirs suédois la nouvelle tsarine, Elizabeth Petrovna, revient sur sa promesse de rendre à la Suède les provinces baltes et intensifie au contraire la contre-offensive russe, sur le conseil de son chancelier pro-autrichien Alekseï Bestoujev.
En effet, sur le plan militaire, l'armée suédoise est rapidement débordée par la contre-offensive russe, et ce dès avant le coup d'État. Le 3 septembre 1741, 20 000 soldats partis de Vyborg sous le commandement du maréchal Peter Lacy infligent une sévère défaite aux Suédois de Charles Emil Lewenhaupt à la bataille de Vilmanstrand.
En juin 1742, Hamina tombe également aux mains d'une armée russe forte alors de 35 000 hommes, contre 17 000 Suédois.
La position de Lewenhaupt se dégrade progressivement, le forçant à un repli stratégique sur Helsinki. En août, Lacy capture Porvoo et Savonlinna, puis contraint Levenhaupt encerclé dans Helsinki à la capitulation le 4 septembre.
Dès la fin des hostilités et l'entrée des troupes russes dans la capitale finlandaise Turku (Åbo), les politiciens Alexandre Roumiantsev et Ernst Nolken arrivent dans la ville pour discuter d'un accord de paix. Les Russes se partagent eux-mêmes entre deux factions, les uns voulant annexer la Finlande en totalité pour repousser la frontière suédoise bien loin de Saint-Pétersbourg, les autres privilégiant un changement de gouvernement et l'installation d'un nouveau roi favorable aux intérêts russes. La tsarine se range du côté de la seconde faction, demandant l'élection d'Adolphe Frédéric de Holstein-Gottorp, l'oncle de son propre héritier, comme futur roi. Le parti des chapeaux accepte cette proposition en espérant que le nouveau roi pourrait être en meilleure posture pour négocier avec la tsarine à l'avenir.
La demande de la tsarine d'occupation militaire russe de la Suède métropolitaine pour « faciliter » l'élection du nouveau souverain se heurte par contre à une vigoureuse opposition suédoise. Les négociations s'enlisent, et la patience des Russes va en diminuant. Les escarmouches se multiplient, et la flotte de la Baltique détruit une flottille suédoise près de l'île de Korpo.
Lacy embarque le mois suivant d'importantes troupes à Kronstadt avec l'ordre effectuer un débarquement en Suède et de mettre le pays à genoux pour le forcer à accepter les propositions russes.

## Conclusion
Peu avant l'arrivée de la flotte de la Baltique à Umeå, Lacy reçoit la nouvelle de la conclusion du traité d'Åbo, qui rend inutile le débarquement.
Celui-ci est signé le 18 août 1743 (7 août du calendrier julien), et voit la Suède céder à la Russie une nouvelle bande de terre en Finlande. La frontière glisse de plusieurs dizaines de kilomètres vers l'ouest, la rivière Kymijoki formant la nouvelle délimitation. Les places fortes de Hamina, Lappeenranta et Savonlinna se retrouvent en Russie. Ces terres sont rattachés aux territoires annexés lors du Traité de Nystad pour former ce qui sera plus tard appelé la vieille Finlande. Ces terres seront jointes de nouveau au reste de la Finlande en 1812, formant le Grand-duché de Finlande.
Cette guerre est une étape de plus du déclin de la Suède en tant que grande puissance, et en parallèle de l'émergence d'une Russie toujours plus dominatrice autour de la mer Baltique.

### Articles annexes
- Guerre russo-suédoise